# Гэй, Лиза
Лесли Гэй Гриффин (англ. Leslie Gaye Griffin, более известная как Лиза Гэй (англ. Lisa Gaye), 6 марта 1935 — 14 июля 2016) — американская актриса, певица и танцовщица.

## Биография
Лесли Гэй Гриффин родилась в Денвере, штат Колорадо. Её семья переехала из Денвера в Лос-Анджелес в 1930 году. Её мать, актриса Маргарет Гриффин, мечтала чтобы её дети сделали успешную карьеру в шоу-бизнесе, что собственно в итоге ей и удалось: сестры Гэй Джудит и Дебрали стали актрисами, известными под псевдонимами Тила Лоринг и Дебра Пэйджет.
В 17 лет подписала семилетний контракт с «Universal Studios» и была зачислена в профессиональную школу для актёров и актрис.
Её актёрская карьера стартовала в 1954 году, и в том же году она исполнила свою первую главную роль в фильме «Барабаны вдоль реки». На протяжении 1950—1960-х годов Гэй была довольно востребована на большом экране и на телевидении, где появилась в телесериалах «Перри Мейсон», «Напряги извилины», «Мэверик», «Летающая монахиня» и многих других.
В 1955 году вышла замуж за Бэнтли С. Уэйера, от которого родила дочь Джанелл. Их брак продолжался до его смерти в 1977 году.